# Нижньосвірська ГЕС
Нижньосві́рська гідроелектроста́нція ім. Г. Й. Графтіо (Нижньо-Свірська ГЕС) — ГЕС на річці Свір в Ленінградській області, біля селища Свірстрой і міста Лодєйне Поле. Входить у Свірський каскад ГЕС.

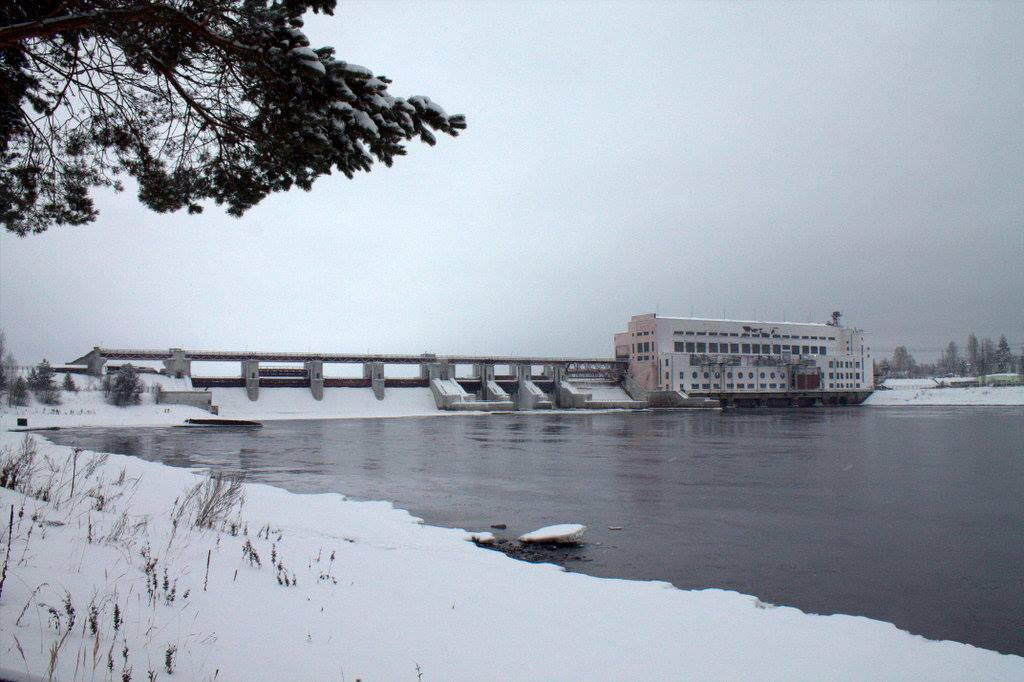
Нижньосвірська ГЕС

Схема Нижньосвірської ГЕС

Нижньосвірська ГЕС в розрізі

## Загальні відомості
Будівництво ГЕС розпочалося в 1927, закінчилося в 1936. Є низьконапірною русловою гідроелектростанцією. Склад споруд ГЕС: 
- водоскидна бетонна гребля завдовжки 191,6 м;
- насипна руслова гребля завдовжки 70 м та заввишки 28 м;
- насипна лівобережна гребля завдовжки 1005 м;
- насипна правобережна гребля завдовжки 300 м;
- однокамерний однониточний судноплавний шлюз;
- будинок ГЕС відкритого типу завдовжки 129 м.

Потужність ГЕС — 99 МВт (спочатку 96 МВт), середньорічне вироблення — 452 млн кВт·г. У будинку ГЕС встановлено 4 поворотно-лопатних гідроагрегатів, які працюють при розрахунковому напорі 11 м³: 2 гідроагрегати потужністю по 27,5 МВт, 2 гідроагрегати потужністю по 22 МВт. Спочатку станція мала 4 гідроагрегати потужністю по 24 МВт, 2 з яких замінено, а інші 2 експлуатуються при пониженій потужності. Устаткування ГЕС застаріло і потребує модернізації. Напірні споруди ГЕС (довжина напірного фронту 1,86 км) утворюють Нижньосвірське водосховище площею 24,3 км², повної і корисної ємності 119 і 23 млн м³ відповідно. При створенні водосховища було затоплено 370 га сільгоспугідь, перенесено 314 споруд.
Нижньосвірська ГЕС спроєктована інститутом «Ленгідропроєкт».

## Економічне значення
Нижньосвірська ГЕС працює в піковій частині графіка навантажень енергосистеми Північного Заходу Росії. Водосховище ГЕС затопило Свірські пороги, забезпечивши судноплавство рікою Свір. Нижньосвірська ГЕС зіграла велику роль в розвитку промисловості країни в 1930—1950 рр.
Нижньосвірська ГЕС входить до складу ВАТ «ТГК-1».
Собівартість електроенергії в 2001 році 0,059 рублів.

## Історія будівництва
Проєкти гідроенергетичного освоєння Свирі виникли ще в дореволюційні роки. У 1916 році інженер В. Д. Никольський розрахував «запаси водної сили річки Свір», що дозволило розробити проєкт споруди на Свирі двох електростанцій і регулювальної греблі. Але в силу наступних подій, проєкт було законсервовано. Така ж сама доля спіткала і пропозицію, висунуту в червні 1917, інженером І.В. Єгіазаровим про будівництво на Свирі трьох електростанцій. Лише 3 травня 1918 Рада народних комісарів розглянула перший кошторис споруди трьох свірських ГЕС і судноплавного шлюзу.
Восени 1918, почалися підготовчі роботи на місці майбутніх свірських гідростанцій. Але велися вони дуже повільно, і практично припинилися. І тільки проєктувальники продовжували ескізне проєктування трьох станцій, і гідрологи вели спостереження в районах майбутніх робіт.
Будівництво Нижньосвірської ГЕС було передбачено планом ГОЕЛРО і почалося відразу після закінчення будівництва Волховської ГЕС. 19 жовтня 1927 відбулося урочисте закладання гідроелектростанції, на якій були присутні голова ВЦВК М. І. Калінін і секретар ЦК і Ленінградського обкому ВКП(б) С. М. Кіров. Проєкт Нижньосвірської ГЕС, вперше в світовій практиці спорудженої на м'яких стисливих ґрунтах, відрізнявся застосуванням ряду сміливих технічних рішень. Будівництво ГЕС виконували з використанням праці ув'язнених. Перший гідроагрегат став до ладу 19 грудня 1933, останній — в 1935. 15 вересня 1936 року Нижньосвірську ГЕС прийнято у промислову експлуатацію при потужності 96 МВт.
Під час Німецько-радянської війни гребля ГЕС була підірвана відступаючими радянськими військами. 13 вересня 1941 до ГЕС вийшли фінські війська. Устаткування ГЕС евакуювати не встигли (потім його довелося відновлювати). Понад 2 років Нижньосвірська ГЕС перебувала на лінії фронту між радянськими і фінськими військами і була дуже зруйнована. У 1944 почалося відновлення станції, що завершилося у 1948. ГЕС було присвоєно ім'я її творця — Г. Й. Графтіо. У 1955 було створено каскад Свірських ГЕС "Лененерго". У 1979 Нижньосвірську ГЕС було реконструйовано. У 1997 було замінено один гідроагрегат, в 2003 — другий.
У 2009 і 2011 роках планується заміна інших гідроагрегатів з доведенням потужності станції до 110 МВт, а також будівництво другої нитки шлюзів.